# Fran Bow
Fran Bow es un videojuego de aventura gráfica con elementos de terror psicológico indie desarrollado y producido por Killmonday Games, un estudio de videojuegos independiente sueco. El juego se lanzó en 2015 para PC y en 2016 para dispositivos móviles. En 2023, se portó a Xbox Series X/S, Xbox One, Nintendo Switch y PlayStation 4.

## Jugabilidad
Al igual que en otros juegos de aventura, el juego implica buscar varios objetos en el mundo del juego para combinarlos y usarlos para resolver rompecabezas, y hablar con personajes no jugadores para aprender más sobre el mundo y cómo progresar. En una escena, el jugador controla al gato del protagonista. Además, una pequeña parte de Fran Bow consiste en minijuegos situados dentro de la narrativa más amplia que presentan desafíos lógicos más complejos.

## Historia
El juego tiene lugar en 1944 y cuenta la historia de Fran, una niña de diez años que lucha con un desorden mental después de presenciar el violento asesinato de sus padres. Después de ser encontrada sola en el bosque, Fran es encerrada en el asilo Oswald y separada de su gato y único amigo, Señor Medianoche. Bajo el cuidado del psiquiatra Dr. Marcel Deern, Fran toma una medicación extraña que causa alucinaciones vívidas de un mundo paralelo lleno de figuras oscuras y criaturas extrañas. Decidida para huir de su encarcelamiento, encontrar su gato, y volver a casa, Fran es capaz de entrar a este mundo y alterar su entorno de modo para que pueda huir.
A lo largo de su viaje, intenta descubrir quién es responsable de la tragedia de sus padres. En camino a casa, Fran descubre una tierra extraña llamada Ithersta, donde los vegetales y las raíces viven en armonía. Después de irse de Ithersta conoce a una criatura llamada Itward. Itward es la criatura que ayuda a Fran para encontrar a Señor Medianoche. Durante este juego la realidad de Fran parece colapsar, y no puede notar la diferencia entre lo que ve a causa de las píldoras o lo que ve sin ellas.

## Desarrollo
Fran Bow  fue desarrollado por el estudio sueco Killmonday Games, compuesto por Natalia Figueroa e Isak Martinsson. La trama del juego incluye elementos autobiográficos de la vida de Natalia Figueroa, quien describió el proceso de crear el juego como terapéutico. El juego fue financiado a través de una "Indiegogo crowdfunding" campaña, logrando obtener 28 295 $ en agosto de 2013. El juego fue lanzado para PC en 2015, y las versiones móviles en 2016.

## Música
La banda sonora fue publicado a la vez que el juego en 2015, bajo el nombre del artista Isak J. Martinsson. Cuenta con 45 pistas que suman 57 minutos. Se encuentra en Google Play, Spotify, Steam, Amazon, SoundCloud, YouTube, Bandcamp, iTunes y CDBaby.

## Recepción
Fran Bow vendió 10 000 copias en su primer mes. El juego recibió una puntuación de 70/100 en sitio web de críticas, Metacritic indicando una respuesta mixta. Adam Smith, escribiendo en Rock, Paper, Shotgun, dio al juego una review positiva, describiéndolo como un juego que "sienta junto a Wonderland y Oz @– imaginativo, extraño, inteligente y cargado con un sentido raro y bonito de esperanza". Smith sentía aun así, aquellos algunos hilos de la trama no fueron satisfactoriamente concluidos. Joel Couture, en un artículo en Gamasutra utilizó Fran Bow para hablar los méritos de un final ambiguo, Figueroa respondió que ella prefería dar las respuestas en una manera metafórica, dejando a los jugadores interpretar aquellas señales a través de sus experiencias de vida propias.